# ASB Classic
Az ASB Classic egy évente megrendezett tenisztorna Aucklandben, Új-Zélandon. A tornát januárban tartják, az Australian Open előtt. 2007-ig zöld Rebound Ace-borításon játszották a versenyt, 2008-tól ezt kék Plexicushionra módosították, alkalmazkodva az Australian Open szintén ettől az évtől megváltoztatott borításához. A torna 2020-ig International kategóriájú volt, 2023-tól WTA250 kategóriájú. 32 játékos indul a főtáblán.
Az első versenyt 1985 decemberében rendezték meg, akkor a brit Anne Hobbs nyert.

## Döntők

### Egyéni
| 2023             | Cori Gauff                                    | Rebeka Masarova                               | 6–1, 6–1                                      |                                               |                                               |
| ↑ WTA250-torna ↑ |                                               |                                               |                                               |                                               |                                               |
| 2022             | Nem rendezték meg a koronavírus-járvány miatt | Nem rendezték meg a koronavírus-járvány miatt | Nem rendezték meg a koronavírus-járvány miatt | Nem rendezték meg a koronavírus-járvány miatt | Nem rendezték meg a koronavírus-járvány miatt |
| 2021             | Nem rendezték meg a koronavírus-járvány miatt | Nem rendezték meg a koronavírus-járvány miatt | Nem rendezték meg a koronavírus-járvány miatt | Nem rendezték meg a koronavírus-járvány miatt | Nem rendezték meg a koronavírus-járvány miatt |
| 2020             | Serena Williams                               | Jessica Pegula                                | 6–3, 6–4                                      |                                               |                                               |
| 2019             | Julia Görges                                  | Bianca Andreescu                              | 2–6, 7–5, 6–1                                 |                                               |                                               |
| 2018             | Julia Görges                                  | Caroline Wozniacki                            | 6–4, 7–6(4)                                   |                                               |                                               |
| 2017             | Lauren Davis                                  | Ana Konjuh                                    | 6–3, 6–1                                      |                                               |                                               |
| 2016             | Sloane Stephens                               | Julia Görges                                  | 7–5, 6–2                                      |                                               |                                               |
| 2015             | Venus Williams                                | Caroline Wozniacki                            | 2–6, 6–3, 6–3                                 |                                               |                                               |
| 2014             | Ana Ivanović                                  | Venus Williams                                | 6–2, 5–7, 6–4                                 |                                               |                                               |
| 2013             | Agnieszka Radwańska                           | Yanina Wickmayer                              | 6–4, 6–4                                      |                                               |                                               |
| 2012             | Cseng Csie                                    | Flavia Pennetta                               | 2–6, 6–3, 2–0 feladta                         |                                               |                                               |
| 2011             | Arn Gréta                                     | Yanina Wickmayer                              | 6–3, 6–3                                      |                                               |                                               |
| 2010             | Yanina Wickmayer                              | Flavia Pennetta                               | 6–3, 6–2                                      |                                               |                                               |
| 2009             | Jelena Gyementyjeva                           | Jelena Vesznyina                              | 6–4, 6–1                                      |                                               |                                               |
| 2008             | Lindsay Davenport                             | Aravane Rezaï                                 | 6–2, 6–2                                      |                                               |                                               |
| 2007             | Jelena Janković                               | Vera Zvonarjova                               | 7–6(9), 5–7, 6–3                              |                                               |                                               |
| 2006             | Marion Bartoli                                | Vera Zvonarjova                               | 6–2, 6–2                                      |                                               |                                               |
| 2005             | Katarina Srebotnik                            | Aszagoe Sinobu                                | 5–7, 7–5, 6–4                                 |                                               |                                               |
| 2004             | Eléni Danjilídu                               | Ashley Harkleroad                             | 6–3, 6–2                                      |                                               |                                               |
| 2003             | Eléni Danjilídu                               | Cho Yoon-jeong                                | 6–4, 4–6, 7–6(2)                              |                                               |                                               |
| 2002             | Anná Szmasnóvá                                | Tatyjana Panova                               | 6–2, 6–2                                      |                                               |                                               |
| 2001             | Meilen Tu                                     | Paola Suárez                                  | 7–6(8), 6–2                                   |                                               |                                               |
| 2000             | Anne Kremer                                   | Cara Black                                    | 6–4, 6–4                                      |                                               |                                               |
| 1999             | Julie Halard-Decugis                          | Dominique van Roost                           | 6–4, 6–1                                      |                                               |                                               |
| 1998             | Dominique van Roost                           | Silvia Farina Elia                            | 4–6, 7–6, 7–5                                 |                                               |                                               |
| 1997             | Marion Maruska                                | Judith Wiesner                                | 6–3, 6–1                                      |                                               |                                               |
| 1996             | Sandra Cacic                                  | Barbara Paulus                                | 6–3, 1–6, 6–4                                 |                                               |                                               |
| 1995             | Nicole Bradkte                                | Ginger Helgeson Nielsen                       | 3–6, 6–2, 6–1                                 |                                               |                                               |
| 1994             | Ginger Helgeson Nielsen                       | Inés Gorrochategui                            | 7–6(4), 6–3                                   |                                               |                                               |
| 1993             | Elna Reinach                                  | Caroline Kuhlman                              | 6–0, 6–0                                      |                                               |                                               |
| 1992             | Robin White                                   | Andrea Strnadová                              | 2–6, 6–4, 6–3                                 |                                               |                                               |
| 1991             | Eva Sviglerová                                | Andrea Strnadová                              | 6–2, 0–6, 6–1                                 |                                               |                                               |
| 1990             | Leila Meszhi                                  | Sabine Appelmans                              | 6–1, 6–0                                      |                                               |                                               |
| 1989             | Patty Fendick                                 | Belinda Cordwell                              | 6–2, 6–0                                      |                                               |                                               |
| 1988             | Patty Fendick                                 | Sara Gomer                                    | 6–3, 7–6                                      |                                               |                                               |
| 1987             | Gretchen Magers                               | Terry Phelps                                  | 6–2, 6–3                                      |                                               |                                               |
| 1985             | Anne Hobbs                                    | Louise Field                                  | 6–3, 6–1                                      |                                               |                                               |

### Páros
| 2023             | Kato Miju Aldila Sutjiadi                     | Leylah Fernandez Bethanie Mattek-Sands        | 1–6, 7–5, [10–4]                              |                                               |                                               |
| ↑ WTA250-torna ↑ |                                               |                                               |                                               |                                               |                                               |
| 2022             | Nem rendezték meg a koronavírus-járvány miatt | Nem rendezték meg a koronavírus-járvány miatt | Nem rendezték meg a koronavírus-járvány miatt | Nem rendezték meg a koronavírus-járvány miatt | Nem rendezték meg a koronavírus-járvány miatt |
| 2021             | Nem rendezték meg a koronavírus-járvány miatt | Nem rendezték meg a koronavírus-járvány miatt | Nem rendezték meg a koronavírus-járvány miatt | Nem rendezték meg a koronavírus-járvány miatt | Nem rendezték meg a koronavírus-járvány miatt |
| 2020             | Asia Muhammad Taylor Townsend                 | Serena Williams Caroline Wozniacki            | 6-4, 6-4                                      |                                               |                                               |
| 2019             | Eugenie Bouchard Sofia Kenin                  | Paige Mary Hourigan Taylor Townsend           | 1-6, 6-1, [10-7]                              |                                               |                                               |
| 2018             | Sara Errani Bibiane Schoofs                   | Eri Hozumi Miyu Kato                          | 6–2, 6–2                                      |                                               |                                               |
| 2017             | Kiki Bertens Johanna Larsson                  | Demi Schuurs Renata Voráčová                  | 6–2, 6–2                                      |                                               |                                               |
| 2016             | Elise Mertens An-Sophie Mestach               | Danka Kovinić Barbora Strýcová                | 2–6, 6–3, [10–5]                              |                                               |                                               |
| 2015             | Sara Errani Roberta Vinci                     | Aojama Suko Renata Voráčová                   | 6–2, 6–1                                      |                                               |                                               |
| 2014             | Sharon Fichman Maria Sanchez                  | Lucie Hradecká Michaëlla Krajicek             | 2–6, 6–0, [10–4]                              |                                               |                                               |
| 2013             | Cara Black Anastasia Rodionova                | Julia Görges Jaroszlava Svedova               | 2–6, 6–2, [10–5]                              |                                               |                                               |
| 2012             | Andrea Hlaváčková Lucie Hradecká              | Julia Görges Flavia Pennetta                  | 6–7(2), 6–2, [10–7]                           |                                               |                                               |
| 2011             | Květa Peschke Katarina Srebotnik              | Sofia Arvidsson Marina Eraković               | 6–3, 6–0                                      |                                               |                                               |
| 2010             | Cara Black Liezel Huber                       | Natalie Grandin Laura Granville               | 7–6(4), 6–2                                   |                                               |                                               |
| 2009             | Nathalie Dechy Mara Santangelo                | Nuria Llagostera Vives Arantxa Parra Santonja | 4–6, 7–6(3), [12–10]                          |                                               |                                               |
| 2008             | Marija Koritceva Lilia Osterloh               | Martina Müller Barbora Strýcová               | 6–3, 6–4                                      |                                               |                                               |
| 2007             | Janette Husárová Paola Suárez                 | Hszie Su-vej Shikha Uberoi                    | 6–0, 6–2                                      |                                               |                                               |
| 2006             | Jelena Lihovceva Vera Zvonarjova              | Émilie Loit Barbora Strýcová                  | 6–3, 6–4                                      |                                               |                                               |
| 2005             | Aszagoe Sinobu Katarina Srebotnik             | Leanne Baker Francesca Lubiani                | 6–3, 6–3                                      |                                               |                                               |
| 2004             | Mervana Jugić-Salkić Jelena Kostanić          | Virginia Ruano Pascual Paola Suárez           | 7–6(6), 3–6, 6–1                              |                                               |                                               |
| 2003             | Teryn Ashley Abigail Spears                   | Cara Black Jelena Lihovceva                   | 6–2, 2–6, 6–0                                 |                                               |                                               |
| 2002             | Nicole Arendt Liezel Huber                    | Květa Hrdličková Henrieta Nagyová             | 7–5, 6–4                                      |                                               |                                               |
| 2001             | Alexandra Fusai Rita Grande                   | Emmanuelle Gagliardi Barbara Schett           | 7–6(4), 6–3                                   |                                               |                                               |
| 2000             | Cara Black Alexandra Fusai                    | Barbara Schwartz Patricia Wartusch            | 3–6, 6–3, 6–4                                 |                                               |                                               |
| 1999             | Silvia Farina Barbara Schett                  | Seda Noorlander Marlene Weingärtner           | 6–2, 7–6(2)                                   |                                               |                                               |
| 1998             | Mijagi Nana Tamarine Tanasugarn               | Julie Halard-Decugis Janette Husárová         | 7–6(1), 6–4                                   |                                               |                                               |
| 1997             | Janette Husárová Dominique Van Roost          | Aleksandra Olsza Elena Pampulova              | 6–2, 6–7(5), 6–3                              |                                               |                                               |
| 1996             | Els Callens Julie Halard-Decugis              | Jill Hetherington Kristine Radford            | 6–1, 6–0                                      |                                               |                                               |